# Hans Hermenau
Hans Hermenau (* 17. Juli 1894 in Preußisch Stargard; † 19. März 1981 in Wiesbaden) war ein deutscher Theologe und Mitglied der Deutschen Christen.

## Leben
Hermenau studierte Evangelische Theologie. Sein Interesse galt der Praktischen Theologie, für die er zum Lizentiaten promoviert wurde. Er wurde Mitglied der Deutschen Christen und trat zum 1. Mai 1933 der NSDAP bei (Mitgliedsnummer 2.279.886). Im Jahre 1933 wurde er Geschäftsführer der Frauenhilfe, die unter seiner Führung zu „Reichsfrauenhilfe“ umbenannt wurde. Später auftretende Spannungen aufgrund interner Machtkämpfe führten zur Entlassung Hermenaus.  Im Jahre 1939 erklärte er seine Mitarbeit am Institut zur Erforschung und Beseitigung des jüdischen Einflusses auf das deutsche kirchliche Leben.  In zahlreichen Publikationen vertrat er seine Überzeugung von der Rolle der deutschen Frau im Reich Adolf Hitlers.
Der rheinische Frauenhilfspfarrer Wilhelm Kunze sagte über ihn, er habe „das Evangelium der Schrift verlassen und in der Umrahmung biblischer Worte und Gedanken die Botschaft der Deutschen Glaubensbewegung aufgerichtet“.
1957 bekam Hermenau von der Ev. Kirche Hessen Nassau EKHN den Auftrag im Gebiet der Adolfshöhe in Wiesbaden-Biebrich aufgrund des Baus vieler Wohnungen in der Nachkriegszeit eine Kirchengemeinde zu gründen. Da die Heiligen-Geist-Kirche in Potsdam, an der er Pfarrer war, in der Kriegszeit zerstört wurde, war sein Wunsch die neue Gemeinde Heilig-Geist-Gemeinde zu benennen. Nach einem Entwurf des Architekten Herbert Rimpl mit der Parabel als bestimmendem Stil-Element wurde die Kirche nach 22 Monaten Bauzeit am 3. Advent 1961 von Kirchenpräsident Martin Niemöller eingeweiht. In den Folgejahren wurde das Ensemble bis 1965 um einen Kindergarten mit Wohnungen und ein Pfarrhaus ergänzt.
Am 1. September 1967 ging Hermenau nach 10-jähriger Amtszeit in der Heilig-Geist-Gemeinde und 51 Dienstjahren mit 73 Jahren in den Ruhestand. In diesen 10 Jahren gestaltete er ein vielfältiges und lebendiges Gemeindeleben.

## Ehrungen
- 1972: Verdienstkreuz 1. Klasse der Bundesrepublik Deutschland

## Schriften
- Im Schein des Weltlichts. Kriegsgedichte; Danzig: Kafemann, 1916
- Heiliges Feuer. Andachten und Lieder aus der Kriegszeit; Leipzig: Xenien-Verlag, 1918
- Zum Muttertag. Liturgische und homiletische Handreichung und Programm für einen Gemeindeabend; Potsdam: Stiftungsverlag, 1929
- Evangelische Frauenhilfe als Volksbewegung; Potsdam: Stiftungsverlag, 1929
- Handreichung zum Winter-Arbeitsprogramm Winter 1931/32; Königsberg Pr.: Verlag Unter dem Kreuz, 1931
- Hg.: Bausteine zum evangelischen Muttertag. Für die evangelische Frauenhilfe; Potsdam: Stiftungsverlag, 1933
- Friedrich Lienhard. Ein Seher des Reiches; Potsdam: Krämersche Buchdruckerei H. Steffen, 1941
- Brennende Kerzen; Wiesbaden-Biebrich: Hans Hermenau im Eigenverlag, 1960
- 40 Jahre Ev. Heilig-Geist Kirche auf der Adolfshöhe, 2001